# Brianne Tutt
Brianne Tutt (Calgary, 9 juli 1992) is een Canadees schaatsster. Op de Olympische Spelen van 2014 in Sotsji kwam ze voor Canada uit op de Spelen. Het jaar voor de Spelen werd ze in Calgary tijdens het oefenen van starts tijdens een training aangereden door een andere schaatser, waardoor ze meervoudig letsel aan ribben en hoofd opliep. Hier hield ze een zogenaamde aangezichtsverlamming van Bell aan over, alsmede een gehoorbeschadiging. Toch kwam ze weer terug op de internationale toernooien.

## Privé
Haar vader Brian Tutt kwam als ijshockeyspeler uit voor Canada op de Olympische Spelen van 1992 in Albertville, Frankrijk.

## Persoonlijke records[4]
| Afstand    | Tijd    | Datum           | Baan    |
| ---------- | ------- | --------------- | ------- |
| 500 meter  | 39,52   | 4 januari 2016  | Calgary |
| 1000 meter | 1.15,53 | 2 december 2017 | Calgary |
| 1500 meter | 1.53,99 | 3 december 2017 | Calgary |
| 3000 meter | 4.02,42 | 1 december 2017 | Calgary |
| 5000 meter | 7.18,81 | 16 maart 2012   | Calgary |

## Resultaten
| Jaar | WK Afstanden                | Olympische Spelen   | WK Junioren                               |
| ---- | --------------------------- | ------------------- | ----------------------------------------- |
| 2009 |                             |                     | NC30 (31e, 23e, 32e, -) 21e achtervolging |
| 2010 |                             |                     | NC22 (20e, 20e, 20e, -) 12e achtervolging |
| 2011 |                             |                     | 12e (9e, 11e, 14e, 12e) 10e achtervolging |
|      |                             |                     |                                           |
| 2014 |                             | 35e 1500m           |                                           |
|      |                             |                     |                                           |
| 2016 | 21e 1500m 6e achtervolging  |                     |                                           |
| 2017 | 22e 1500m DNF achtervolging |                     |                                           |
| 2018 |                             | 15e 1500m 20e 3000m |                                           |